# 구글 오퍼스
구글 오퍼스(Google Offers)는 할인과 쿠폰을 제공하는 서비스였다. 처음에는 그루폰과 유사한 딜 오브 더 데이 웹사이트였지만 나중에 초점이 바뀌었다. 적은 수의 선불 제안 대신 더 적은 할인을 많이 제공했다. 또한 구글 지도 및 모바일용 구글 월렛과도 통합되어 있다. 2014년 구글은 서비스 종료를 발표했다.

## 역사
2011년부터 구글은 오퍼 시장 진출에 대한 힌트를 주기 시작했다. 구글 대변인 네이트 타일러(Nate Tyler)는 "중소기업과 소통하여 선불 제안/바우처 프로그램 테스트에 대한 지원과 참여를 요청하고 있다. 이 계획은 구글이 새로운 제품을 만들기 위한 지속적인 노력의 일환이다. 새로운 방식으로 기업과 고객을 연결한다." 사용자는 그날의 지역 거래가 포함된 이메일을 받는다. 그러면 그들은 특정 시간 제한(보통 24시간) 내에 해당 거래를 구매할 수 있는 기회를 갖게 된다. 그루폰과 달리 구글 오퍼스의 제안은 받는 사람 수에 관계없이 유효하다. 구글 쿠폰은 구글 체크아웃을 통해 제공되며 구글 월렛과 연동된다. 또한 페이스북, 트위터, 구글 리더, 구글 버즈 및 이메일 공유 옵션도 포함된다. 구글 오퍼스 개발 정보는 구글이 2010년 12월 60억 달러에 그루폰을 인수하려는 시도가 실패한 후 유출되었다.
2011년 4월 21일, Google Places Facebook 페이지를 통해 "베타 제공이 예정되어 있다"라고 발표하고 몇 가지 선택 도시가 나열된 가입 페이지에 대한 링크를 제공했다. 첫 번째 베타 도시는 오리건주 포틀랜드이다.
2011년 5월 26일 공식적으로 서비스가 시작되었다. 첫 번째 제안은 6월 1일 포틀랜드의 플로이즈 커피숍(Floyd's Coffee Shop)에서 이루어졌다. 첫 달 동안 가장 인기 있는 거래는 20달러 상당의 파월스 북스(Powell's Books) 상품을 10달러에 판매하는 것이었다. 5,000개의 파월스 바우처가 몇 시간 만에 매진되었다. 해당 거래 가격은 구글 오퍼스의 해당 월 평균 제안 가격으로 밝혀졌다.
2011년 7월 12일에는 뉴욕과 샌프란시스코 베이 지역으로 서비스가 확대되었다.
2012년 7월 4일, 구글 오퍼스 크롬 확장 프로그램이 출시되었다. 이 확장 기능은 이후 폐기되었다.
2013년 3월 6일, 기업이 애드워즈(AdWords) 캠페인을 통해 프로모션을 배포할 수 있도록 하는 애드워즈의 추가 혜택 정보가 출시되었다. 이러한 제안은 사용자가 비즈니스, 브랜드, 제품 또는 서비스를 검색할 때 검색 가능하다. 검색 광고에서 구글 계정에 쿠폰을 저장한 다음 매장이나 온라인에서 사용한다.
2014년 3월 구글은 서비스 종료를 발표했다.

## 같이 보기
- 아마존 (기업)
- 그루폰